# Franc Peruzzi
Franc Peruzzi (tudi Frančišek Peruci), slovenski učitelj in arheolog * 25. november 1824, Brezovica pri Ljubljani, † 5. februar 1899, Vače, Slovenija.

## Življenje
V Ljubljani se je izšolal za učitelja. Služboval je v Cerknici, Št. Vidu pri Vipavi, 16 let na Dolah pri Litiji in zadnjih 22 let na Vačah. Povsod je bil zelo priljubljen zaradi svojega mirnega značaja, vztrajne delavnosti v šoli in zunaj šole. Skrb za veliko družino (12 otrok), slaba plača in druge neugodne razmere mu niso vzele zadovoljnosti v njegovem stanu.
Poleg vsega tega se je zanimal za starine. Peruzzi je včasih že na Dolah izkopaval starine z učiteljem Kastelicem. Mnogo je vedel o domačih izkopinah. Hochstetter, intendant dvornega muzeja, ga je imenoval v »Denkschriften« cesarske akademije znanosti. 
Od deželnega odbora, deželnega in dvornega muzeja je dobil priznanja in zahvale za marljivo, patriotično sodelovanje.

## Delo na Vačah
Leta 1878 je začel z izkopavanji na Vačah in je takoj naletel na bogata grobišča iz starejše železne dobe. Povezal se je z Deželnim muzejem (sedaj Narodni muzej Slovenije) v Ljubljani in Dvornim muzejem na Dunaju ter pomagal pri izkopavanjih kneza Ernsta Windischgraetza, grofa Wurmbrandta in drugih raziskovalcev, spodbudil pa je tudi iskanja domačinov in je tako leta 1882 posredno pripomogel tudi k najdbi slovite situle, ki je še dandanes osrednji arheološki predmet, izkopan na Slovenskem.
1. 1 2 3 4  Slovenska biografija — Znanstvenoraziskovalni center Slovenske akademije znanosti in umetnosti. — ISSN 2350-5370